# Basedowstraße (Magdeburg)

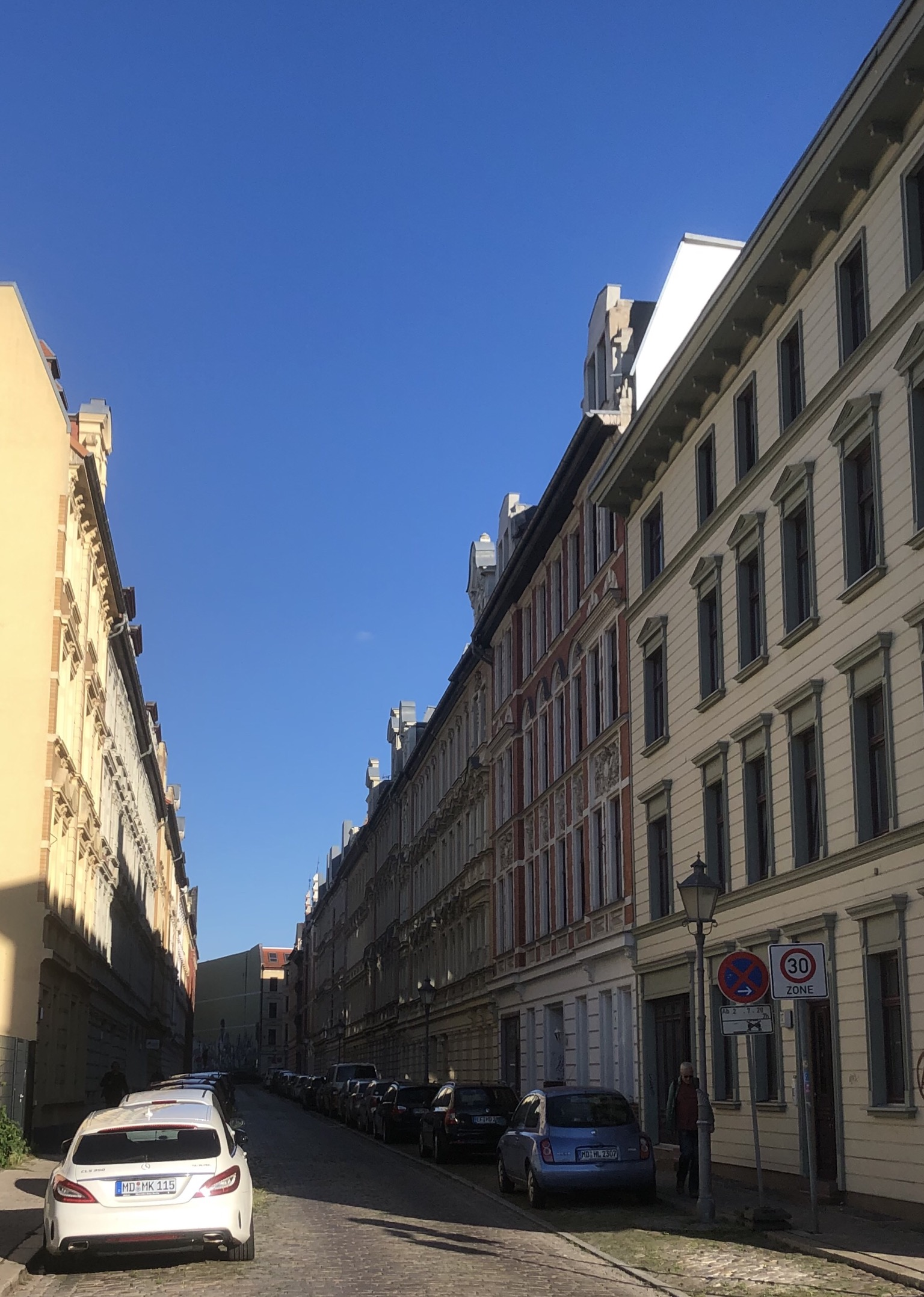
Basedowstraße; Blick von Westen, 2020

Die Basedowstraße ist eine Straße in Magdeburg in Sachsen-Anhalt. Unter der Bezeichnung Basedowstraße 1–24 ist sie im Denkmalverzeichnis als Denkmalbereich eingetragen.

## Lage
Sie befindet sich im Magdeburger Stadtteil Buckau und verläuft von der Porsestraße im Westen bis zur Klosterbergestraße im Osten. Zum Denkmalbereich gehören auch die Einzeldenkmale Basedowstraße 1, 2, 3, 4, 5, 6, 7, 8, 9, 10, 11, 12, 13, 14, 15, 17, 16, 18, 20, 22 und 24.

## Architektur und Geschichte
Die Basedowstraße entstand Anfang der 1890er Jahre im Zuge der Erweiterung der Fabrikanlagen der Firma Strube. Es entstanden große viergeschossige Ziegelbauten, die als Wohngebäude für die Angestellten und Arbeiter der Fabrik bestimmt waren. Sie wurden in der Form einer geschlossenen Blockrandbebauung in ähnlicher architektonischer Gestaltung im Stil der Neorenaissance und des Neobarocks errichtet. Die Fassaden sind mit gelben und roten Ziegeln gestaltet und üppig mit Stuck- und Putzelementen verziert.
Die Straße war zunächst als Freytagstraße benannt, erhielt jedoch bereits 1890 ihren heutigen Namen, nach dem in Magdeburg wirkenden Pädagogen Johann Bernhard Basedow. Das westliche Ende der Straße läuft auf den Bahnhof Magdeburg-Buckau zu, während das Ostende der Straße vom neogotischen Bau der Strubeschen Stiftung dominiert wird.
Im örtlichen Denkmalverzeichnis ist der Straßenzug unter der Erfassungsnummer 094 17759 als Denkmalbereich verzeichnet.
Die Straße gilt als Beispiel der gründerzeitlichen Bebauung des industriell geprägten Stadtteils Buckau, die in einem engen Zusammenhang mit den benachbarten Produktionsstätten stand. Sie gehört zu den wenigen Objekten ihrer Art, die weitgehend ungestört erhalten sind und so einen Eindruck von den Lebensverhältnissen der einfacheren Bevölkerungsschichten der Bauzeit vermitteln. Der Straßenzug gilt daher als sozial- und stadtgeschichtlich bedeutend.